# Robert Damiani
Pour les articles homonymes, voir Damiani.
Robert Damiani est un religieux catholique italien de la fin du Moyen Âge, évêque de Tibériade, puis archevêque d'Aix (1447-1460).

## Biographie
Robert Damiani, originaire de Calabre, dans le sud de l'Italie, est un religieux de l'ordre de Saint François.
Partisan engagé du roi René, roi de Sicile et comte de Provence, il quitte les États italiens avec lui et vient en Provence en 1442. En reconnaissance de sa fidélité, le roi en fait son conseiller. Nommé évêque de Tibériade, il remplit les fonctions épiscopales dans le diocèse d'Arles pendant le bannissement de Louis Aleman, puis obtient l'archidiocèse d'Aix-en-Provence en 1447.
En décembre 1448, il participe avec le roi René, le légat du pape Pierre de Foix et l'évêque de Marseille, Nicolas de Brancas, à l'invention des reliques des saintes Maries Jacobé et Salomé dans l'église forteresse des Saintes-Maries-de-la-Mer.

## Sources
- Les Saintes-Maries-de-la-Mer : recherches archéologiques et historiques de Mgr Chaillan - 1926